# Tyskspråkiga gemenskapen i Belgien
Tyskspråkiga gemenskapen i Belgien (tyska: Deutschsprachige Gemeinschaft Belgiens) är en av Belgiens tre federala gemenskaper. Gemenskapernas uppgift är, vid sidan av de tre federala regionerna Bryssel, Vallonien och Flandern,  att tillvarata intressena för de i landet tre erkända språkgrupperna franska, nederländska och tyska.
Regering och parlament för den tyskspråkiga gemenskapen har sitt säte i Eupen. Gemenskapen utgör vidare huvuddelen av det område som brukar kallas Belgiens östkantoner (tyska: Ost-Kantone), eller Eupen-Malmedy. Det historiska området Eupen-Malmedy omfattar emellertid också två franskspråkiga kommuner, av vilka Malmédy är mest känd.

## Geografi
Tyskspråkiga gemenskapen omfattar nio kommuner i distriktet  eller arrondissementet Verviers. Verviers utgör den östra delen av provinsen Liège, som ligger i den östra delen av den i övrigt fransktalande regionen Vallonien. Inom rättsväsendet utgör de tyskspråkiga kommunerna ett eget rättsdistrikt uppkallat efter huvudorten Eupen (tyska: Gerichtsbezirk Eupen; franska Arrondissement judiciaire d'Eupen).
| Rättsliga distriktet Eupen. |  | Tyskspråkiga kommuner | - 1 - Eupen (säte) - 2 - Kelmis - 3 - Lontzen - 4 - Raeren - 5 - Amel - 6 - Büllingen - 7 - Burg-Reuland - 8 - Bütgenbach - 9 - Sankt Vith |